# 単一論点政治
単一論点政治（たんいつろんてんせいじ、英:single issue politics、one item politics）は、1つの重要な政策分野または政策に基づく政治形態である。単一争点政治・シングルイシュー政治やワンアイテム政治とも呼ばれる。日本ではワンイシュー（政治）とも呼ぶが、この表現は和製英語である。

## 概要
単一論点政治（単一争点政治、ワンイシュー政治）は、重要と考える一つの政策分野や政策課題に基づく政治形態であるが、実際には国や地方をこの形態で統治することは困難であり、多くは政党の理念として掲げるにとどまる。 
比較政治学者の河合秀和は「一つの争点に対する賛否をめぐって政治運動を起こし，選挙の結果に大きな影響を与えたり，政府に圧力を加えたりする政治の形態」として定義し、1980年代以後のアメリカ合衆国での革新派の活動に顕著なように、政党による均衡状態が起こり行き詰まった事態への反動として生じるものであるとしている。

## 単一論点政党
単一論点政党は、単一論点政治に基づいた選挙運動を行う政党である。日本ではワンイシュー政党などと呼ばれる。 
日本では一つの政策課題を中心的争点として選挙が行われたことはある（「郵政選挙」など）が、現在までに単一論点政党が政権与党となった例はない。 
また、国政において、単一論点政党が政党要件を満たしたのは、第25回参議院議員通常選挙の結果として認められたNHKから国民を守る党のみである。また減税日本、教育無償化を実現する会などは実際には複数の公約があったが党名は単一論点政党的なものとなっていた。安楽死制度を考える会など、政党要件を満たさない政治団体としては他にも多数存在する。
イギリスにおいては、欧州連合からの離脱を単一論点としたブレグジット党が、離脱を巡って国内が揉めていた2019年の欧州議会議員選挙において29議席を獲得するなど一定の成果を残している。